# Liste der Mitglieder des Abgeordnetenhauses von Berlin (5. Wahlperiode)
Diese Liste beinhaltet alle Mitglieder des Abgeordnetenhauses von Berlin der 5. Legislaturperiode (1967–1971). Zu den Senaten in dieser Legislaturperiode siehe Senat Albertz II und Senat Schütz I.

## Präsidium des Abgeordnetenhauses
- Präsident: Walter Sickert (SPD)
- Stellvertreter des Präsidenten: Peter Lorenz (CDU) und Hans Reif (FDP)
- Schriftführer: Edith Lowka (SPD), Artur Prozell (SPD), Ilse Roschanski (SPD) und Eleonore Schneider (CDU)

## Fraktionen
- SPD: Alexander Voelker (Vorsitzender), Wolfgang Haus (stellv. Vorsitzender), Werner Jannicke (stellv. Vorsitzender), Dietrich Stobbe (stellv. Vorsitzender und Parl. Geschäftsführer), Herbert Theis (stellv. Vorsitzender), Gerd Löffler (stellv. Vorsitzender)
- CDU: Franz Amrehn (Vorsitzender), ab April 1969: Heinrich Lummer (Vorsitzender), Hans-Jürgen Behrendt (stellv. Vorsitzender), Günter Dach (stellv. Vorsitzender), Günter Riesebrodt (stellv. Vorsitzender), Karl-Heinz Schmitz (stellv. Vorsitzender), Heinrich Lummer (Geschäftsführer, bis April 1969), Heinrich Knafla (Geschäftsführer, ab April 1969)
- FDP: Hermann Oxfort (Vorsitzender), Ella Barowsky (stellv. Vorsitzende), Gerhard Emig (Geschäftsführer)

## Mitglieder
| Name                    | Lebensdaten | Partei | Bemerkungen                                                                                                   |
| ----------------------- | ----------- | ------ | --- |
| Leo Adamek              | 1914–2000   | CDU    | |
| Heinrich Albertz        | 1915–1993   | SPD    | Regierender Bürgermeister (bis 12. Oktober 1967), am 15. Juni 1970 ausgeschieden, Nachrücker: Adolf Baschista |
| Franz Amrehn            | 1912–1981   | CDU    | am 31. Oktober 1969 ausgeschieden (→ Bundestagsabgeordneter), Nachrücker: Alexander Hasenclever               |
| Herbert Arndt           | 1906–1994   | SPD    | |
| Kurt Arndt              | 1908–1997   | SPD    | |
| Ella Barowsky           | 1912–2007   | FDP    | |
| Horst Bartel            | 1920–1994   | CDU    | |
| Adolf Baschista         | 1900–1974   | SPD    | am 19. Juni 1970 für Heinrich Albertz nachgerückt                                                             |
| Kurt Behrend            | 1905–1989   | SPD    | |
| Hans-Jürgen Behrendt    | 1917–2009   | CDU    | |
| Gerhard Beier           | 1919–2005   | SPD    | |
| Charlotte Bergemann     | 1915–2002   | SPD    | |
| Erich Berger            | 1910–2003   | CDU    | am 27. November 1969 für Ernst Lemmer nachgerückt                                                             |
| Ursula Besser           | 1917–2015   | CDU    | |
| Adolf Blasek            | 1919–2008   | SPD    | |
| Hans-Joachim Boehm      | 1920–2019   | CDU    | |
| Wolfgang Boehm          | 1908–1974   | SPD    | |
| Gerhard Böhm            | 1920–1993   | SPD    | |
| Bruno Böttcher          | 1921–2007   | CDU    | |
| Kurt Böttcher           | 1902–1986   | SPD    | |
| Willy Brandt            | 1913–1992   | SPD    | |
| Karl Buckow             | 1915–1979   | CDU    | |
| Wolfgang Büsch          | 1929–2012   | SPD    | Senator für Inneres (bis 19. September 1967)                                                                  |
| Heinz Craatz            | 1918–2018   | SPD    | |
| Günter Dach             | 1915–2010   | CDU    | |
| Herbert Doeschner       | 1900–1976   | SPD    | |
| Hildegart Döring        | 1907–1983   | SPD    | am 25. Juni 1970 für Carl-Heinz Evers nachgerückt                                                             |
| Werner Dolata           | 1927–2015   | CDU    | |
| Rudolf Dümchen          | 1920–2017   | CDU    | |
| Paul Dyllick            | 1908–1991   | CDU    | |
| Wolfgang Eckert         | 1912–1994   | SPD    | am 6. April 1967 für Alfred Keil nachgerückt                                                                  |
| Franz Ehrke             | 1921–2021   | SPD    | |
| Carl-Heinz Evers        | 1922–2010   | SPD    | am 25. Juni 1970 ausgeschieden, Nachrückerin: Hildegart Döring                                                |
| Kurt Exner              | 1901–1996   | SPD    | |
| Hildegard Feige         | 1915–1992   | CDU    | im Dezember 1969 für Alfred Krause nachgerückt                                                                |
| Nils Ferberg            | 1931–2017   | SPD    | am 13. März 1969 ausgeschieden (→ Bezirksamt), Nachrücker: Heinz Frick                                        |
| Eckhard Fichtner        | 1920–1999   | SPD    | |
| Kurt Förster            | 1913–2000   | SPD    | |
| Klaus Franke            | 1923–2017   | CDU    | |
| Heinz Frick             | 1919–2010   | SPD    | am 13. März 1969 für Nils Ferberg nachgerückt                                                                 |
| Viktor Friese           | 1937        | SPD    | am 25. Februar 1971 für Hans-Joachim Kenneweg nachgerückt                                                     |
| Hans-Jochen Fröhner     | 1935–2016   | SPD    | |
| Willi Gehrke            | 1908–1987   | SPD    | |
| Helmut Geschinsky       | 1927–2009   | SPD    | |
| Frank Gethke            | 1937        | SPD    | |
| Erich Gießner           | 1909–1995   | SPD    | |
| Werner Goldberg         | 1919–2004   | CDU    | |
| Ida Grund               | 1911–1982   | SPD    | |
| Rudolf Gunkel           | 1915–2013   | CDU    | |
| Ferdinand Hannemann     | 1905–1987   | SPD    | |
| Helmuth Harries         | 1902–1977   | CDU    | |
| Alexander Hasenclever   | 1918–1990   | CDU    | am 27. November 1969 für Franz Amrehn nachgerückt                                                             |
| Wolfgang Haus           | 1927–2018   | SPD    | |
| Gerhard Heimann         | 1934–2017   | SPD    | |
| Horst Heinschke         | 1928–2014   | CDU    | |
| Wiegand Hennicke        | 1928–2000   | CDU    | |
| Georg Henschel          | 1912–1981   | SPD    | |
| Eberhard Hesse          | 1911–1986   | SPD    | |
| Werner Heubaum          | 1931–2018   | SPD    | |
| Hans-Günter Hoppe       | 1922–2000   | FDP    | Senator für Justiz                                                                                            |
| Paul Ibscher            | 1910–1983   | SPD    | am 12. Februar 1970 für Eleonore Lipschitz nachgerückt                                                        |
| Hans Jacoby             | 1918–1996   | CDU    | |
| Horst Jänichen          | 1931–2020   | SPD    | |
| Werner Jannicke         | 1919–1995   | SPD    | |
| Heinz-Horst Jöhren      | 1928        | CDU    | |
| Heinz Kaschke           | 1916–2002   | FDP    | |
| Alfred Keil             | 1904–1967   | SPD    | am 18. März 1967 verstorben, Nachrücker: Wolfgang Eckert                                                      |
| Friedrich von Kekulé    | 1930–2009   | CDU    | am 27. März 1969 für Bernhard Skrodzki nachgerückt                                                            |
| Hans-Joachim Kenneweg   | 1927        | SPD    | am 25. Februar 1971 ausgeschieden, Nachrücker: Viktor Friese                                                  |
| Heinrich Keul           | 1918–1998   | CDU    | |
| Siegfried Klein         | 1923        | CDU    | am 10. Oktober 1968 für Renate von Roques nachgerückt                                                         |
| Herbert Kleusberg       | 1914–1997   | SPD    | am 29. November 1967 ausgeschieden (→ Bezirksamt), Nachrücker: Hubert Schwarz                                 |
| Paul Kochan             | 1894–1975   | FDP    | Alterspräsident                                                                                               |
| Karl König              | 1910–1979   | SPD    | Senator für Wirtschaft                                                                                        |
| Ernst Köppen            | 1918–1989   | SPD    | am 1. Oktober 1970 für Horst Nauber nachgerückt                                                               |
| Hans Kohlberger         | 1932–2019   | SPD    | im Mai 1969 ausgeschieden (→ Bezirksamt), Nachrücker: Ralf Tonnätt                                            |
| Georg Kotowski          | 1920–1999   | CDU    | am 31. Oktober 1969 ausgeschieden (→ Bundestagsabgeordneter), Nachrücker: Reinhold Tappert                    |
| Herbert Kowalewsky      | 1907–2003   | SPD    | am 8. Mai 1969 ausgeschieden                                                                                  |
| Gerhard Kox             | 1912–1982   | CDU    | |
| Alfred Krause           | 1915–1988   | CDU    | am 27. September 1969 ausgeschieden (→ Bezirksamt), Nachrückerin: Hildegard Feige                             |
| Herbert Krutz           | 1903–1986   | SPD    | |
| Ernst Lemmer            | 1898–1970   | CDU    | am 15. November 1969 ausgeschieden (→ Bundestagsabgeordneter), Nachrücker: Erich Berger                       |
| Georg Liljeberg         | 1905–1993   | SPD    | |
| Eleonore Lipschitz      | 1922–1981   | SPD    | am 12. Februar 1970 ausgeschieden, Nachrücker: Paul Ibscher                                                   |
| Gerd Löffler            | 1927–2004   | SPD    | Senator für Schulwesen (ab 12. März 1970)                                                                     |
| Peter Lorenz            | 1922–1987   | CDU    | |
| Edith Lowka             | 1916–1989   | SPD    | |
| Werner Lueddecke        | 1920–1996   | SPD    | |
| Heinrich Lummer         | 1932–2019   | CDU    | |
| Rudolf Luster           | 1921–2000   | CDU    | |
| Erich Mach              | 1915–2006   | CDU    | |
| Rudolf Mendel           | 1907–1979   | CDU    | |
| Walter Milschewsky      | 1911–1996   | SPD    | |
| Gertrud Müller          | 1911–1992   | SPD    | |
| Horst Nauber            | 1932        | SPD    | am 1. Oktober 1970 ausgeschieden, Nachrücker: Ernst Köppen                                                    |
| Kurt Neubauer           | 1922–2012   | SPD    | Senator für Jugend und Sport (bis 12. Oktober 1967) Bürgermeister, Senator für Inneres (ab 19. Oktober 1967)  |
| Werner Neugebauer       | 1927–1972   | SPD    | |
| Kurt Neumann            | 1924–2008   | SPD    | |
| Günther Niemsch         | 1924        | CDU    | am 5. November 1969 für Jürgen Wohlrabe nachgerückt                                                           |
| Michael Noetzel         | 1925–2003   | SPD    | |
| Hermann Oxfort          | 1928–2003   | FDP    | |
| Wilhelm Padberg         | 1908–1978   | CDU    | |
| Anni Partzsch           | 1905–1973   | SPD    | |
| Manfred Pawlak          | 1929–1995   | SPD    | |
| Friedrich Piefke        | 1907–1988   | SPD    | |
| Artur Prozell           | 1933–2025   | SPD    | |
| Rudolf Rass             | 1934–2021   | SPD    | am 14. März 1967 für Roland Schröter nachgerückt                                                              |
| Hans Reif               | 1899–1984   | FDP    | |
| Günther Reimann         | 1924–1998   | SPD    | |
| Ingeborg Renner         | 1930–2010   | SPD    | |
| Klaus Riebschläger      | 1940–2009   | SPD    | |
| Günter Riesebrodt       | 1911–1989   | CDU    | |
| Renate von Roques       | 1912–1968   | CDU    | am 1. Oktober 1968 verstorben, Nachrücker: Siegfried Klein                                                    |
| Ilse Roschanski         | 1925–2015   | SPD    | |
| Rudi Schade             | 1914–1981   | SPD    | |
| Erwin Scheil            | 1908–1991   | SPD    | |
| Karl-Heinz Schmitz      | 1932–2016   | CDU    | |
| Eleonore Schneider      | 1907–1982   | CDU    | |
| Roland Schröter         | 1927–1990   | SPD    | am 14. März 1967 ausgeschieden (→ Bezirksamt), Nachrücker: Rudolf Rass                                        |
| Klaus Schütz            | 1926–2012   | SPD    | Regierender Bürgermeister (ab 19. Oktober 1967)                                                               |
| Lothar Schulz           | 1904–1976   | CDU    | |
| Waldemar Schulze        | 1930–2018   | SPD    | |
| Dieter Schwäbl          | 1928–2014   | SPD    | |
| Hubert Schwarz          | 1923–2004   | SPD    | am 13. Dezember 1967 für Herbert Kleusberg nachgerückt                                                        |
| Rolf Schwedler          | 1914–1981   | SPD    | Senator für Bau- und Wohnungsangelegenheiten                                                                  |
| Walter Sickert          | 1919–2013   | SPD    | Präsident des Abgeordnetenhauses                                                                              |
| Clara von Simson        | 1897–1983   | FDP    | |
| Bernhard Skrodzki       | 1902–1969   | CDU    | am 14. März 1969 verstorben, Nachrücker: Friedrich von Kekulé                                                 |
| Alfred Sommerfeld       | 1928–2000   | CDU    | |
| Werner Stein            | 1913–1993   | SPD    | Senator für Wissenschaft und Kunst                                                                            |
| Heinz-Joachim Steinberg | 1928        | SPD    | |
| Dietrich Stobbe         | 1938–2011   | SPD    | |
| Jürgen Stürzkober       | 1935        | FDP    | |
| Kurt Susen              | 1905–1975   | SPD    | |
| Reinhold Tappert        | 1926–1991   | CDU    | am 5. November 1969 für Georg Kotowski nachgerückt                                                            |
| Herbert Theis           | 1906–1972   | SPD    | |
| Otto Theuner            | 1900–1980   | SPD    | |
| Ralf Tonnätt            | 1931–2015   | SPD    | am 8. Mai 1969 für Hans Kohlberger nachgerückt                                                                |
| Winfried Tromp          | 1938–2002   | CDU    | |
| Helmut Vandrei          | 1922–1983   | SPD    | |
| Alexander Voelker       | 1913–2001   | SPD    | Fraktionsvorsitzender                                                                                         |
| Lothar Vortisch         | 1934        | SPD    | |
| Otto Vortisch           | 1897–1971   | SPD    | |
| Jürgen Wahl             | 1922–1990   | FDP    | am 15. Januar 1970 für Kurt Weber nachgerückt                                                                 |
| Alfons Waltzog          | 1910–1981   | CDU    | |
| Kurt Weber              | 1924–1970   | FDP    | am 12. Januar 1970 verstorben, Nachrücker: Jürgen Wahl                                                        |
| Wolfgang Werth          | 1920–2006   | CDU    | |
| Manfred Wetzel          | 1929        | SPD    | |
| Hans-Rudolf Wingert     | 1920        | CDU    | |
| Jürgen Wohlrabe         | 1936–1995   | CDU    | am 13. November 1969 ausgeschieden (→ Bundestagsabgeordneter), Nachrücker: Günther Niemsch                    |
| Werner Wolf             | 1929–2005   | SPD    | |
| Joachim Wolff           | 1918–1977   | CDU    | |
| Edmund Wronski          | 1922–2020   | CDU    | |
| Werner Zehden           | 1911–1991   | SPD    | |
| Heinz Zellermayer       | 1915–2011   | CDU    | |
| Günter Zemla            | 1921–2000   | CDU    | |